# Rhéinanthrone
La rhéinanthrone est un dérivé de la rhéine constituant notamment les sennosides, dont ils constituent la substance active comme laxatif. La rhéinanthrone est libérée dans l'appareil digestif par des glycoside hydrolases bactériennes de la flore intestinale et provoque une irritation du gros intestin et notamment du côlon, ce qui en stimule les sécrétions et le péristaltisme.